# 哥倫比亞鎮區 (北達科他州埃迪縣)
哥倫比亞鎮區（英語：Columbia Township）是位於美國北達科他州埃迪縣的一個鎮區。

## 地方資料
哥倫比亞鎮區的面積為90.80平方千米，當中陸地面積為90.48平方千米，而水域面積為0.32平方千米。根據2020年美國人口普查的數據，當地共有人口37人，而人口密度為每平方千米0.41人。